# بارانان
بارانان (به اسپانیایی: Barrañán) در ۱۲ کیلومتری غرب لاکرونیا، در استان گالیسیا، اسپانیا واقع شده‌است.

## جشنواره‌ها در بارانان
- جشنواره فستا پاترونال (پدر مقدس) در ۷ ژانویه
- جشن ساکرامنتو دومین یکشنبه ماه ژوئیه

## جاذبه‌های توریستی
- مدرسه موج‌سواری
- مسیر پیاده‌روی سیسالد
- کوه مونته دی ویلا
- کوه مونته دی ریبرا
- کوه مونته باربیتو
- پلاژ برهنگی کومبوزاس
- پلاژ برهنگی بارانان